# Flugunfall eines Learjet 60 auf dem Columbia Metropolitan Airport 2008
Der Flugunfall eines Learjet 60 auf dem Columbia Metropolitan Airport 2008 ereignete sich am 19. September 2008. An diesem Tag platzten während des Startlaufs einer Learjet 60 der Global Exec Aviation mehrere Fahrwerksreifen, woraufhin die Piloten trotz der bereits erreichten Entscheidungsgeschwindigkeit den Start abbrachen. Bei dem Unfall starben vier der sechs Insassen der Maschine. Die beiden Überlebenden des Unfalls waren die Musiker Travis Barker und Adam Goldstein.

## Flugzeug
Bei dem Flugzeug handelte es sich um eine Learjet 60 mit der Werksnummer 60-314, die ihren Erstflug im Jahr 2006 absolviert hatte. Vom 16. November 2007 bis zum 12. Dezember 2008 war die Maschine auf die Inter Travel & Services Inc.aus Irvine, Kalifornien, zugelassen. Ein weiterer Vorbesitzer war die PCF Management LLC. Das zweistrahlige Geschäftsreiseflugzeug war mit zwei Turbofantriebwerken des Typs Pratt & Whitney Canada PW305A ausgestattet. Bis zum Zeitpunkt des Unfalls hatte die Maschine 108,5 Betriebsstunden absolviert, auf die 123 Starts und Landungen entfielen.

## Insassen

### Besatzung
Es befand sich eine zweiköpfige Besatzung an Bord, bestehend aus einer Flugkapitänin und einem Ersten Offizier. Die 31-jährige Flugkapitänin Sarah Lemmon aus Anaheim Hills, Kalifornien verfügte über 3.140 Stunden Flugerfahrung, wovon sie jedoch nur 35 Stunden im Cockpit des Learjet 60 und acht in der Rolle der Flugkapitänin auf diesem Flugzeugtyp abgeleistet hatte. Der 52-jährige Erste Offizier James Bland aus Carlsbad, Kalifornien konnte 8.200 Stunden Flugerfahrung vorweisen, davon 300 mit dem Learjet 60. Der Direktor der Global Exec Aviation, der mit beiden Besatzungsmitgliedern geflogen war, bezeichnete die Kommunikationsweise von Bland bei Standardverfahren im Cockpit als „nicht übermäßig bestimmt“ („not overly assertive“).

### Passagiere
Bei den Passagieren handelte es sich um:
- den 32-jährigen Punkmusiker Travis Barker von der Band Blink-182
- den 35-jährigen DJ Adam Goldstein, ein ehemaliges Mitglied der Band Crazy Town
- den Security-Mitarbeiter Charles Monroe Still, Jr.
- den Assistenten Chris Baker

## Unfallhergang

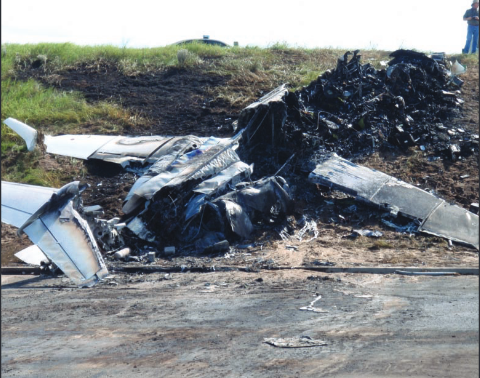
Das Wrack der Maschine

Die Maschine startete kurz vor Mitternacht von der Startbahn 11 des Columbia International Airport zu einem Flug zum Los Angeles-Van Nuys Airport. Während des Startlaufs hörten die Passagiere plötzlich einen lauten Knall. In der Dunkelheit sahen die Fluglotsen Funken von der Maschine schlagen. Die Piloten teilten dem Fluglotsen mit, dass ein Fahrwerksrad geplatzt sei und dass sie einen Startabbruch durchführen würden. Die Piloten äußerten, dass es sich anfühle, als ob die Maschine außer Kontrolle geraten sei und dass sie vor und zurück schwinge. Die Maschine überrollte das Ende der Startbahn, durchschlug die Umzäunung des Flughafens, überrollte den South Carolina Highway 302, prallte gegen eine Böschung und geriet in Brand. Die Passagiere Travis Barker und Adam Goldstein konnten sich aus der Maschine retten, bevor diese ausbrannte. Barker erlitt Verbrennungen von der Hüfte abwärts, Goldstein Verbrennungen im Gesicht. Die Passagiere Charles Monroe Still, Jr. und Chris Baker wurden bei dem Aufprall getötet, die Flugkapitänin und der Erste Offizier starben aufgrund von Brandverletzungen und einer Rauchvergiftung.

## Unfalluntersuchung
Nach dem Unfall übernahm das National Transportation Safety Board (NTSB) die Ermittlungen zur Unfallursache. Anhand der vorgefundenen Reifenspuren und -fragmente konnten die Ermittler den Unfallhergang rekonstruieren. Sie konnten bestimmen, dass zunächst der rechte äußere Fahrwerksreifen aufgrund von zu geringem Luftdruck geplatzt war, woraufhin weitere Fahrwerksreifen versagten. Der Reifenfülldruck bei dem rechten äußeren Fahrwerksreifen habe 36 Prozent unterhalb des Sollwertes gelegen. Auch konnte festgestellt werden, dass der Reifenfülldruck seit drei Wochen nicht mehr kontrolliert worden war, obwohl die Wartungsvorschriften von Learjet vorsahen, dass der Reifenfülldruck vor jedem Flugtag oder bei Nichtbenutzung der Maschine nach spätestens zehn Tagen kontrolliert werden sollte. Gemäß Herstellervorgaben hätte zudem ein Reifen bereits bei einem Verlust von 15 Prozent des Soll-Luftdruckwerts erneuert werden sollen. Nach dem Versagen des ersten Fahrwerksrades sei die rechte Tragfläche abgekippt. Kurz darauf sei auch der rechte innere Hauptfahrwerksreifen geplatzt, wobei die Landescheinwerfer der Maschine beschädigt wurden. Auch erste Flugzeugtrümmer lösten sich um diesen Zeitpunkt von der Maschine. Wenige Augenblicke später platzten auch der linke innere und der linke äußere Fahrwerksreifen, wobei weitere Trümmer sich von der Maschine lösten.
Das NTSB befand, dass die Ursache für den Unfall einerseits Wartungsmängel gewesen waren und zum anderen die Entscheidung der Kapitänin, einen Startabbruch einzuleiten, nachdem die Maschine bereits die Entscheidungsgeschwindigkeit überschritten hatte. Hierbei kam hinzu, dass die Kapitänin die Entscheidung über den Startabbruch zunächst revidierte, um wenige Augenblicke später den definitiven Startabbruch einzuleiten. Nach Ansicht der Ermittler wäre es bei dem Unfall wahrscheinlich zu einem Überrollen des Startbahnendes ohne tödliche Verletzungen gekommen, hätte die Kapitänin den ursprünglich eingeleiteten Startabbruch zu Ende vollzogen. Diese Entscheidung stand im Widerspruch zu den Standardverfahren und den Ausbildungsinhalten der Kapitänin. Als beitragende Faktoren wurden festgestellt:
- das mangelhafte Design der Schubumkehr durch Learjet, welches dazu führte, dass infolge der Reifenschäden kritische, im Fahrwerksschacht befindliche Systeme ausfielen, was zu einem unvorhergesehen starken Vorwärtsschub und infolgedessen zu schwereren Unfallfolgen führte
- inadäquate Sicherheitsanalysen durch Learjet und deren inadäquate Bewertung durch die Federal Aviation Administration, die dazu führten, dass Mängel im Design der Schubumkehr und des Fahrwerkschachtes, die zu einem Unfall mit unvorhergesehenem Vorwärtsschub an einem anderen Learjet 60 am 14. Januar 2001 geführt hatten, unentdeckt geblieben waren
- ein allgemein unzureichendes Training von Besatzungen innerhalb der Luftfahrtindustrie hinsichtlich des Umgangs mit Reifenschäden bei Flugzeugstarts
- ein unzureichendes Crew Resource Management

## Weiteres
Der Überlebende Travis Barker unterbrach nach dem Unfall seine vegetarische Ernährungsweise und aß nach 25 Jahren wieder Fleisch, in der Überzeugung, dass dies zu seiner Rekonvaleszenz beitrage.
Am 28. August 2009 wurde der Überlebende Adam Goldstein tot in seinem New Yorker Apartment aufgefunden. Dem Untersuchungsbericht zufolge starb er an einer Überdosis Schmerzmittel. Bei der Autopsie wurden neun Oxycodon-Tabletten in seinem Magen gefunden, die im Apartment gefundene Crack-Pfeife wies keine Spuren eines kürzlichen Gebrauchs auf. Es konnte nicht ausgeschlossen werden, dass Goldstein infolge des Flugunfalls unter Schmerzen litt.